# Paul Rudd
Paul Stephen Rudd (Passaic (New Jersey), 6 april 1969) is een Amerikaans acteur, komiek, schrijver en producent.
Rudd verscheen hoofdzakelijk in komediefilms, en is bekend geworden om zijn rollen in de films Clueless, Anchorman: The Legend of Ron Burgundy, The 40-Year-Old Virgin, Knocked Up, Role Models en I Love You, Man. In 2015 speelde hij de hoofdrol in de film Ant-Man.

## Biografie
Rudd is de zoon van Britse emigranten. Hij groeide grotendeels op in Lenexa. Rudd heeft een drie jaar jongere zus. Hij studeerde theater aan de Universiteit van Kansas. Hij is getrouwd en heeft een zoon en een dochter.
In 2015 kreeg hij een ster op de Hollywood Walk of Fame.